# Schlacht am Ntombe
Isandhlwana – Nyezane – Rorke’s Drift – Ntombe – Hlobane – Kambula – Gingindlovu – Ulundi
Die Schlacht am Ntombe (auch: Schlacht am Intombe bzw. Intombi), einem Fluss im heutigen Südafrika, wurde am 12. März 1879 im Rahmen des Zulukrieges geschlagen. Ein von Hauptmann David Moriarty (1837–1879) kommandiertes Detachement der britischen Armee, das einen Nachschubkonvoi begleitete, erlitt dabei eine Niederlage gegen eine vom Swasi-Prinzen Mbilini waMswati (* um 1843; † 1879) angeführte Streitmacht von Irregulären des Zulukönigreichs.

## Ausgangslage
Während des Zulukrieges wurde der Nachschub für die britische Garnison von Luneburg (auch: Luneberg), einer von deutschen Missionaren errichteten kleinen Ansiedlung in einem von Zulu, Swasi und Buren gleichermaßen beanspruchten Gebiet nordwestlich des Zulukönigreichs, aus dem in Transvaal gelegenen Derby herangeführt. Captain (= Hauptmann) David Moriarty vom 80th Regiment of Foot (Staffordshire Volunteers) erhielt am 7. März 1879 von seinem Vorgesetzten, dem Kommandeur der Garnison in Luneburg, Major Charles Tucker, den Befehl über ein kompaniestarkes Detachement, das 18 Wagen mit Munition und anderen Nachschubgütern sowie Vieh für Luneburg eskortieren sollte.
Am 9. März hatte der Konvoi das Nordufer des von Regenfällen stark angeschwollenen Ntombe-Flusses nahe einer als M(e)yer’s Drift bezeichneten Furt erreicht. Zwei Wagen konnten noch über den Fluss setzen, ehe dieses Unterfangen abgebrochen werden musste. Moriarty ließ nun den Rest der Wagen ein V-förmiges laager bilden, eine nach burischem Vorbild errichtete Wagenburg, was aber nur sehr nachlässig durchgeführt wurde. Lieutenant Henry Hollingworth Harward wurde mit 35 Mann auf das Südufer des Flusses abkommandiert, um dort die beiden Wagen, die bereits übergesetzt hatten, zu sichern. Die folgenden Tage verbrachte die Truppe damit, auf ein Absinken des Wasserstandes des Ntombe River zu warten. Um nicht völlig untätig bleiben zu müssen, hatten die Männer ein Floß gebaut, dessen Ladekapazität allerdings zu gering war, um wirklich wirksam Abhilfe schaffen zu können.
Was die Briten nicht wussten war, dass sich nicht allzu weit entfernt der Swasi-Prinz Mbilini waMswati, der 1865 den Kampf um die Nachfolge im Königreich seines Vaters verloren und sich unter den Schutz des Zulukönigs Cetshwayo kaMpande (1826–1884) gestellt hatte, mit rund 800 irregulären Angehörigen der Zulu-Armee aufhielt. Mbilinis Stützpunkt befand sich auf einer Tafelberg genannten Erhebung, die etwa drei Meilen von den Briten entfernt in nordöstlicher Richtung lag. Nachdem Mbilini die britische Wagenburg am 11. März persönlich inspiziert hatte, entschloss er sich zum Angriff.

## Die Schlacht
Im Schutz dichten Nebels näherten sich Mbilinis Krieger im Morgengrauen des 12. März 1879, gegen 5:00 Uhr, den bis auf einige aufgestellte Wachposten noch schlafenden bzw. ruhenden Briten an. Aus einer Entfernung von etwa 70 Yards gaben die Krieger, welche zum Teil auch über Feuerwaffen verfügten, eine Salve ab, und stürmten anschließend das britische laager, dessen Besatzung angesichts des überraschend schnell vorgetragenen Angriffs keine Zeit mehr für eine organisierte Gegenwehr blieb. Die Briten wurden binnen kürzester Zeit regelrecht abgeschlachtet, nur etwa ein Dutzend von ihnen schaffte es noch zum Fluss, wobei sie beim Versuch der Überquerung von der am Südufer postierten Abteilung Feuerschutz erhielten. Deren Kommandant hatte beim Angriff der Zulu seine Truppe allerdings verlassen, um Hilfe bei der Garnison von Luneburg zu holen, die er gegen 6:30 Uhr erreichte.
Da Moriarty in der Zwischenzeit gefallen war, hatte nun Sergeant Anthony Clarke Booth (1846–1899) das Kommando über die noch lebenden Angehörigen der britischen Truppe und ihre Begleitpersonen übernommen. Booth, der vermeiden wollte, von den zahlenmäßig weit überlegenen Feinden, welche jetzt ebenfalls den Fluss überquerten, eingekreist zu werden, gab nun den Befehl zum Rückzug, der in guter Ordnung erfolgte. Über eine Strecke von mehr als drei Meilen wurden die Briten von den Kriegern Mbilinis verfolgt. Um die Verfolger auf Distanz zu halten, befahl Booth seinen Männern, während der Flucht zwei Mal anzuhalten und gezielte Salven auf die Verfolger abzugeben. Erst als die Briten ein als Raby's bzw. Rahbe's Farm bekanntes Anwesen erreicht hatten, gaben Mbilinis Krieger die Verfolgung auf.
Garnisonskommandant Major Tucker, der inzwischen über die Lage am Fluss im Bilde war, unterstanden nur Infanteristen, weswegen er sich erst einmal von den Offizieren des Regiments alle verfügbaren Pferde beschaffen musste, ehe er initiativ werden konnte. Nachdem er noch 150 Mann seines Regiments befohlen hatte, ihm so rasch als möglich zu folgen, machte er sich mit seiner improvisierten Kavallerietruppe auf den Weg. Als Tuckers Männer M(e)yer’s Mission Station (= Missionsstation) erreicht hatten, sahen sie in der Ferne die abziehenden Krieger Mbilinis, deren Zahl sie auf nicht weniger als 4.000 schätzten. Angesichts der geringen Zahl der zur Verfügung stehenden Kavalleristen war an eine Verfolgung der Zulu nicht zu denken. Diese erreichten daher mit ihrer Beute – rund 250 Stück Vieh und dem Inhalt der Wagen – unbehelligt ihren Stützpunkt auf dem Tafelberg. Am Fluss angekommen, fanden Tuckers Männer bis auf zwei schwer verletzte Krieger Mbilinis nur mehr ein Leichenfeld vor. Nachdem die Krieger verhört worden waren und der Wasserstand des Flusses gegen Mittag abgesunken war, wurden noch die von den Zulu zurückgelassenen Teile der Munition und Ausrüstung sowie die Raketen, welche sie ebenfalls nicht mitgenommen hatten, geborgen. Zusammen mit den Überlebenden britischen Soldaten und ihren zivilen Begleitpersonen wurde nun der Rückweg zum Stützpunkt angetreten.

## Verluste
Auf britischer Seite waren außer Moriarty noch 60 Mann ums Leben gekommen. Ferner waren durch den Angriff Mbilinis auch 15 afrikanische Wagenführer und drei weiße Nichtkombattanten (ein civil surgeon und zwei wagon conductors) getötet worden. Im Gegensatz dazu waren die Verluste auf der Seite der Zulu relativ gering: Nur 25 tote und zwei schwer verletzte Krieger konnten dem official report Major Tuckers zufolge nach dem Kampf am Ufer des Ntombe gefunden werden. Wie viele von ihnen sonst noch verwundet und von den eigenen Kameraden mitgenommen wurden, ihren Verletzungen möglicherweise aber später doch noch erlagen, ist nicht bekannt.

## Folgen
Das Ergebnis der Schlacht zeigte deutlich, wie verwundbar die britischen Nachschubwege während des Zulukrieges waren. Klar war auch geworden, dass der Nordwesten Zululands noch keinesfalls als befriedet betrachtet werden konnte. Den größten Anteil an der britischen Niederlage hatte aber mit Sicherheit die Nachlässigkeit auf britischer Seite, die sich nicht nur im schlampig angelegten Lager, das nur unzureichend Schutz bot, sondern auch in der offenbar nur mangelhaft betriebenen Aufklärung manifestierte. Spätestens nachdem Moriarty und seine Männer durch einen in der Nähe abgefeuerten Schuss quasi vorgewarnt worden waren, hätten die Briten Vorkehrungen für einen möglichen Kampf treffen müssen. Verwiesen wurde in diesem Zusammenhang wiederholt auf die Schlacht um Rorke’s Drift im Januar 1879, bei der es einer britischen Truppe, die nicht wesentlich größer war als jene, welche Moriarty kommandierte, gelungen war, eine Streitmacht von regulären Zulukriegern abzuwehren, welche rund fünf Mal größer war, als die von Mbilini kommandierte.
Mbilini hatte sich durch diese erfolgreiche Militäraktion bei seinen Angehörigen einmal mehr als talentierter Guerillaführer erwiesen. Anthony Clarke Booth wurde für seine mutige und umsichtige Truppenführung zum Colour-Sergeant befördert und mit dem Victoriakreuz ausgezeichnet, der höchsten Auszeichnung, die in Großbritannien für überragende Tapferkeit im Angesicht des Feindes verliehen wurde. Im Gegensatz dazu musste sich Henry Hollingworth Harward im Februar 1880 vor einem Militärgericht verantworten, weil er seine Männer während der Schlacht am Ntombe verlassen hatte. Dieses Militärgerichtsverfahren bedeutete auch das Ende seiner militärischen Karriere.